# Вейсове (озеро)
О́зеро Вейсове (Криве) — озеро, одне з Слов'янських солоних озер, розташоване в місті Слов'янськ Донецькій області.

## Назва
Колишня назва Криве — від форми самого озера, яке має форму неправильного круга. Сучасну назву озера виводять від прізвища підполковника Івана Йосиповича Вейса, землевласника та акцизного чиновника зі збору мит. До речі, у 2018 році під час прибирання на Староміському кладовищі був знайдений надгробок з датами 1823-1883 і написом "Підполковник Іван Йосипович Вейс".

## Загальна характеристика озера

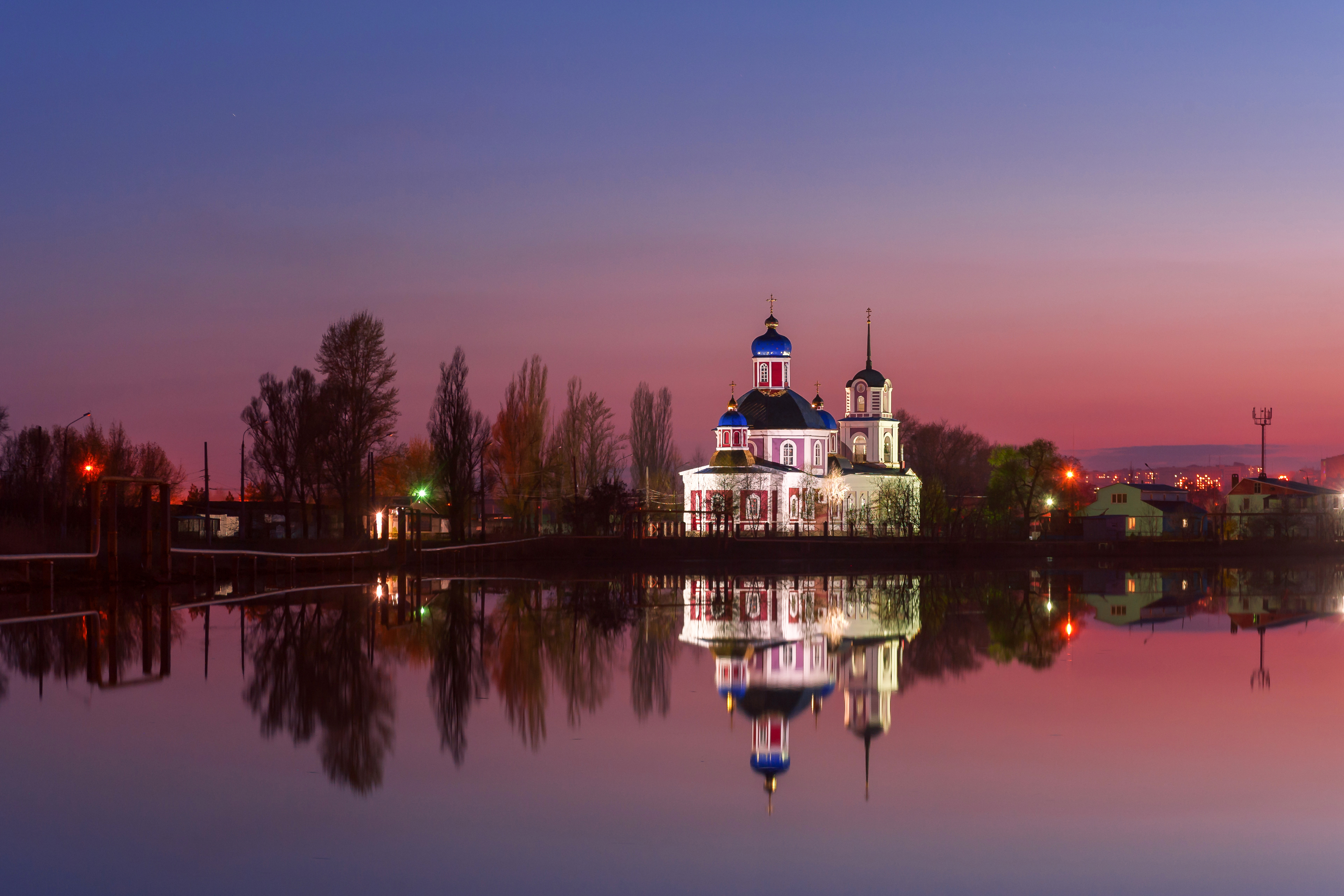

Озеро солоне, що незвично для віддаленого від моря. Воно розташоване у басейні Сіверського Донця і є просадочним озером карстового походження — утворилось під час просідання ґрунту при вимиванні солей з карстових порожнин. Карстові порожнини утворилися після розчинення ґрунтовими водами покладів кам'яної солі і гіпсу, які залишилися після висихання давнього моря Пермського періоду. З часом карстові порожнини заповнилися солоними підземними та прісними талими водами.
Ропа озера за своїм хімічним складом хлоридно-натрієвого типу, містить також сульфати. Мінералізація води в озері становить 15 г/л.
Площа озера — 0.16 км², глибина — в середньому 1.9 м, однак, зустрічаються порожнини глибиною до 20 метрів. Озеро має форму неправильного круга 373 х 256 метрів, довжина берегової лінії 1067 метрів через що й отримало початкову назву — «Криве озеро». Озеро складається з двох половин, розділених штучної насипом. Під час повені насип затоплений. 
Температура води влітку +22 … +24 °C.

## Господарське використання
Солону воду озера використовували для видобування солі. Спочатку, сіль видобували, попередньо закачуючи воду на спеціальні градирні. Згодом, почали бурити скважини глибиною понад 100 метрів. Через це на дні озера утворився ряд воронкоподібних западин неправильної форми, найбільша з яких має глибину 16.3 метра за даними Є. С. Бурксера (1922 рік) (за даними С. І. Залеського — 19.17 м, 1896 рік).
На півничному березі озера розташований громадський пляж. Вода в озері має лікувальні властивості. Довгий час воду з озера використовували з лікувальною метою. Дно вкрите відкладеннями бруду, який також має лікувальні властивості.
На південному березі водойми побудована у 1774 році Воскресенська церква.

## Цікаві факти
За легендою в 1885 році сильно осіло дно, захопивши частину берега, на якій стояли солеварні. Будинки разом з працівниками пішли під землю, заживо поховавши кілька десятків людей.

## Галерея

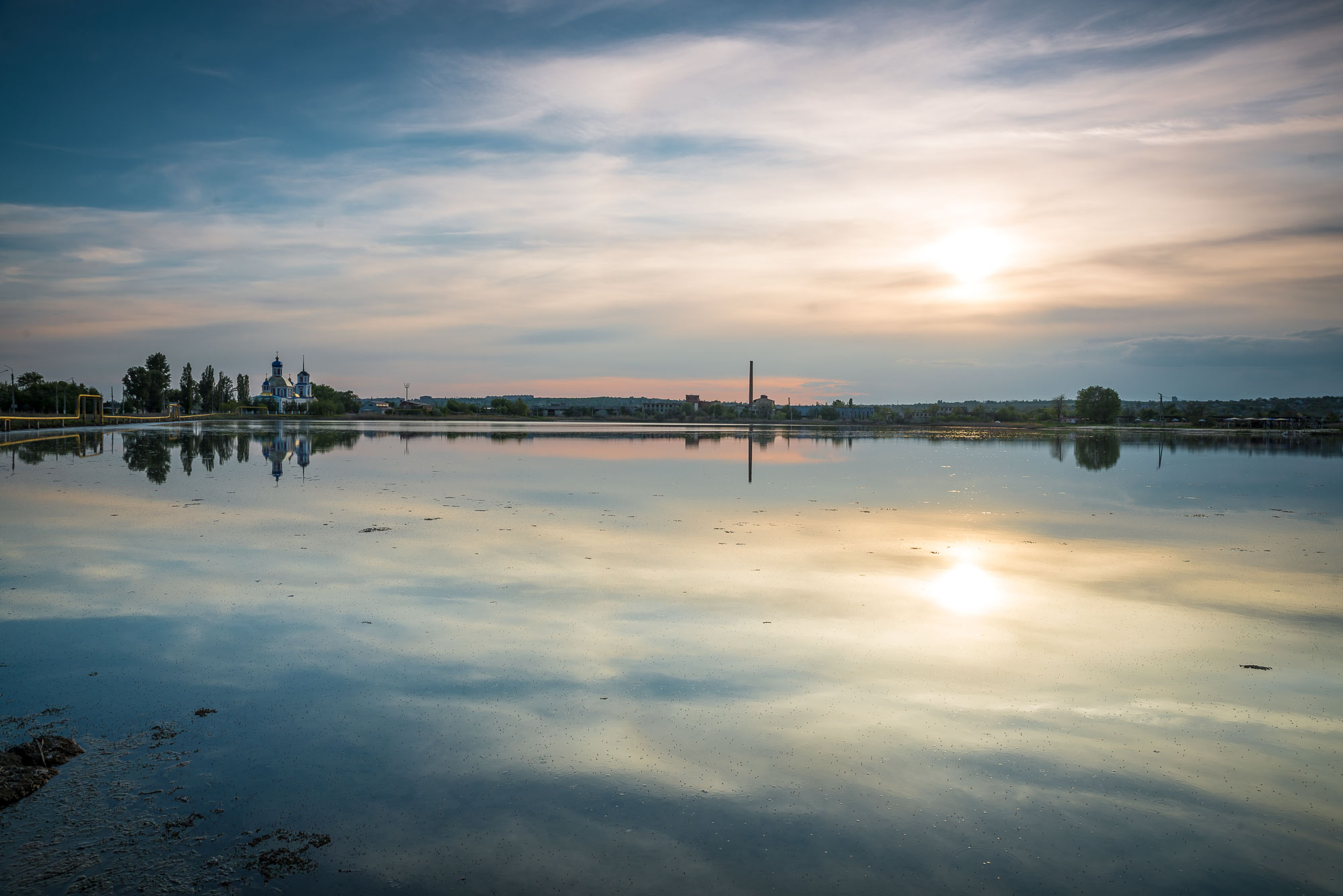
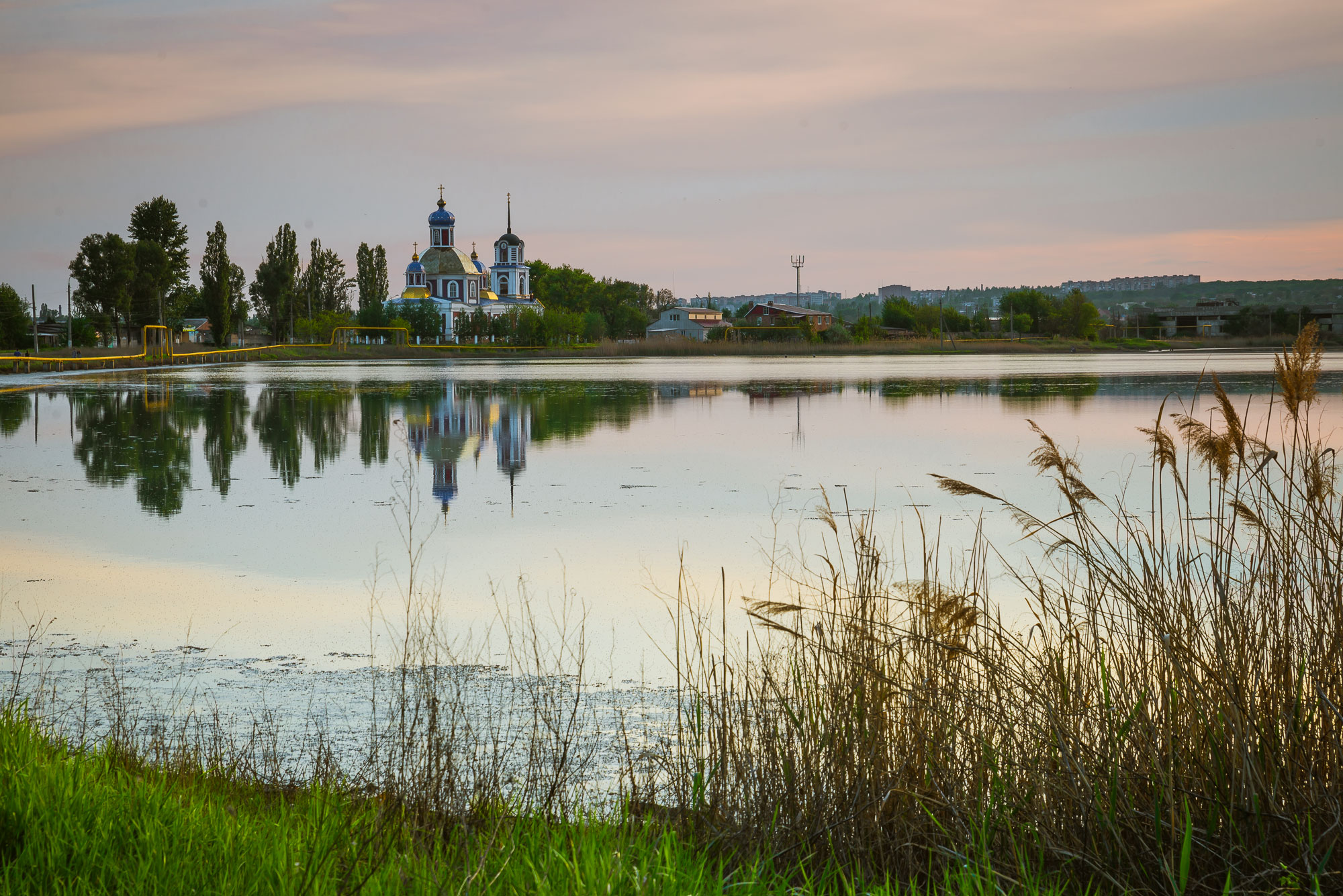
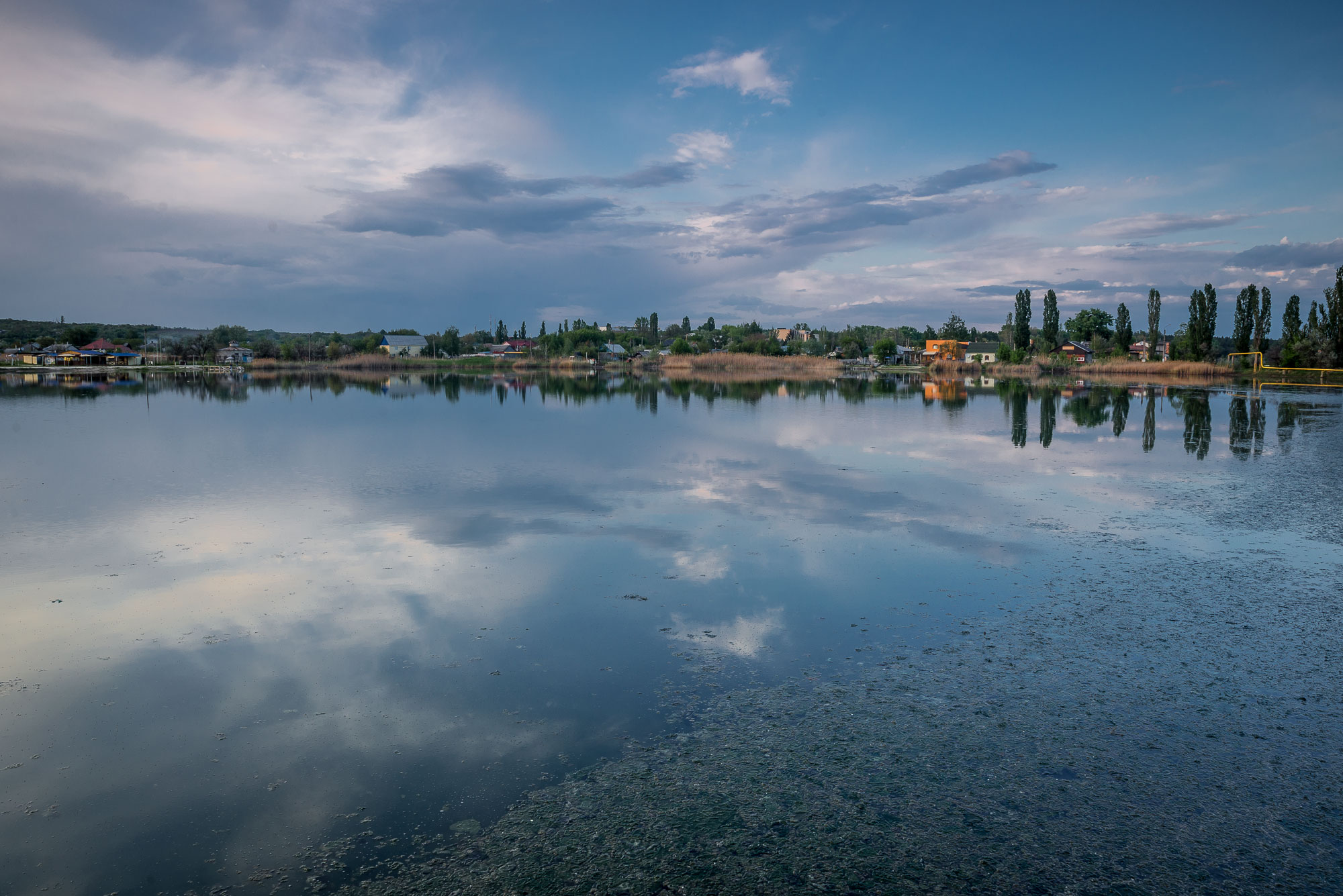
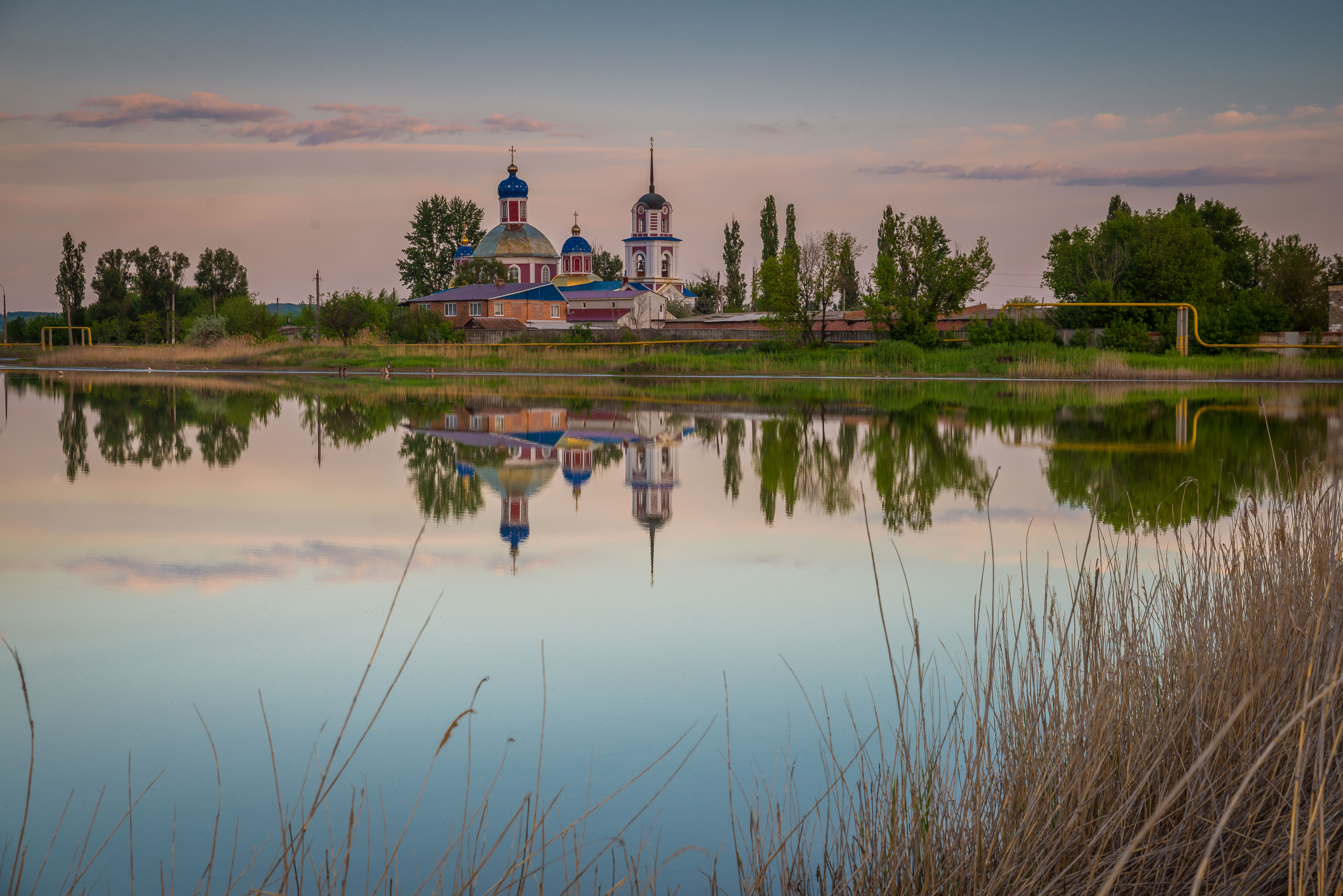
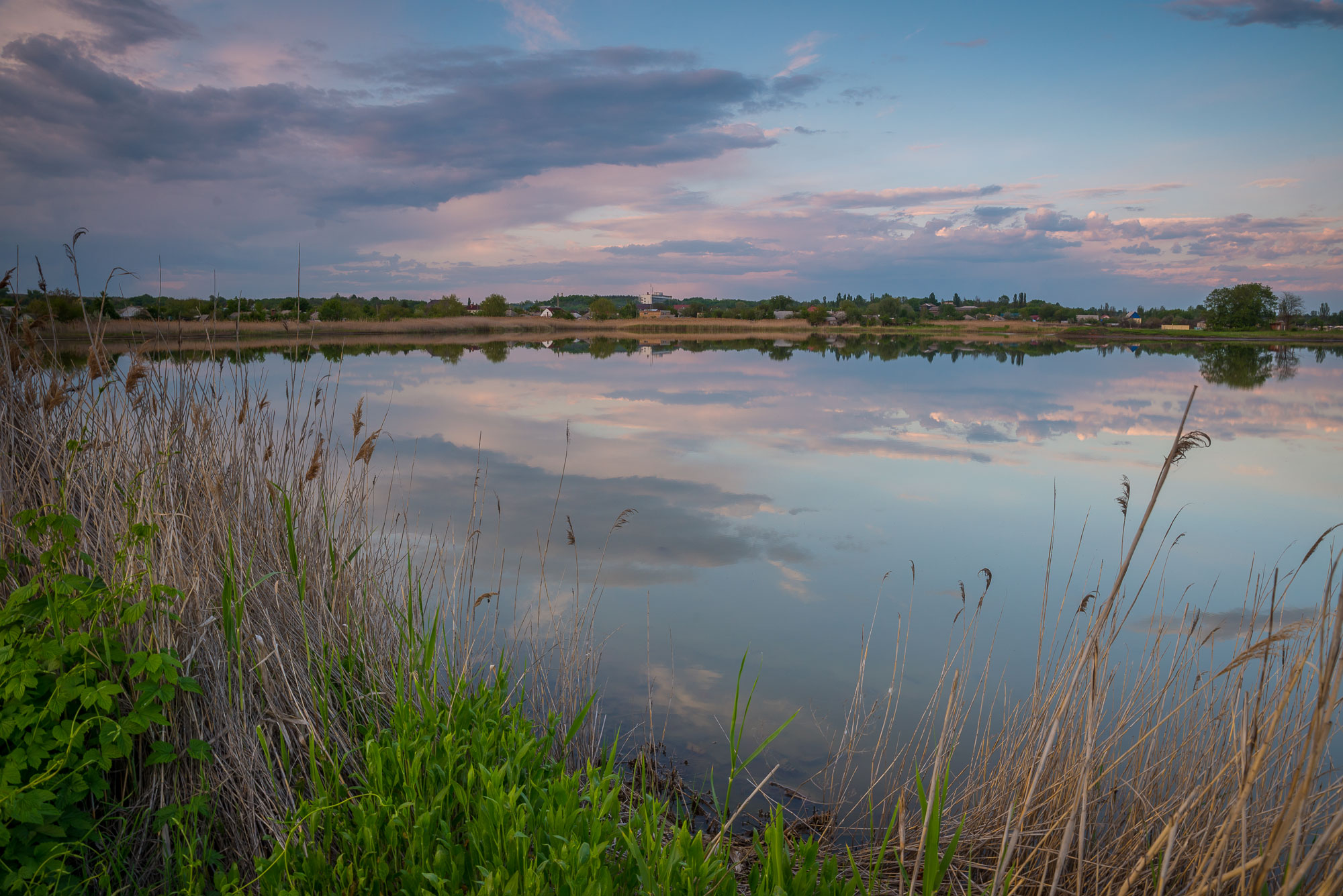
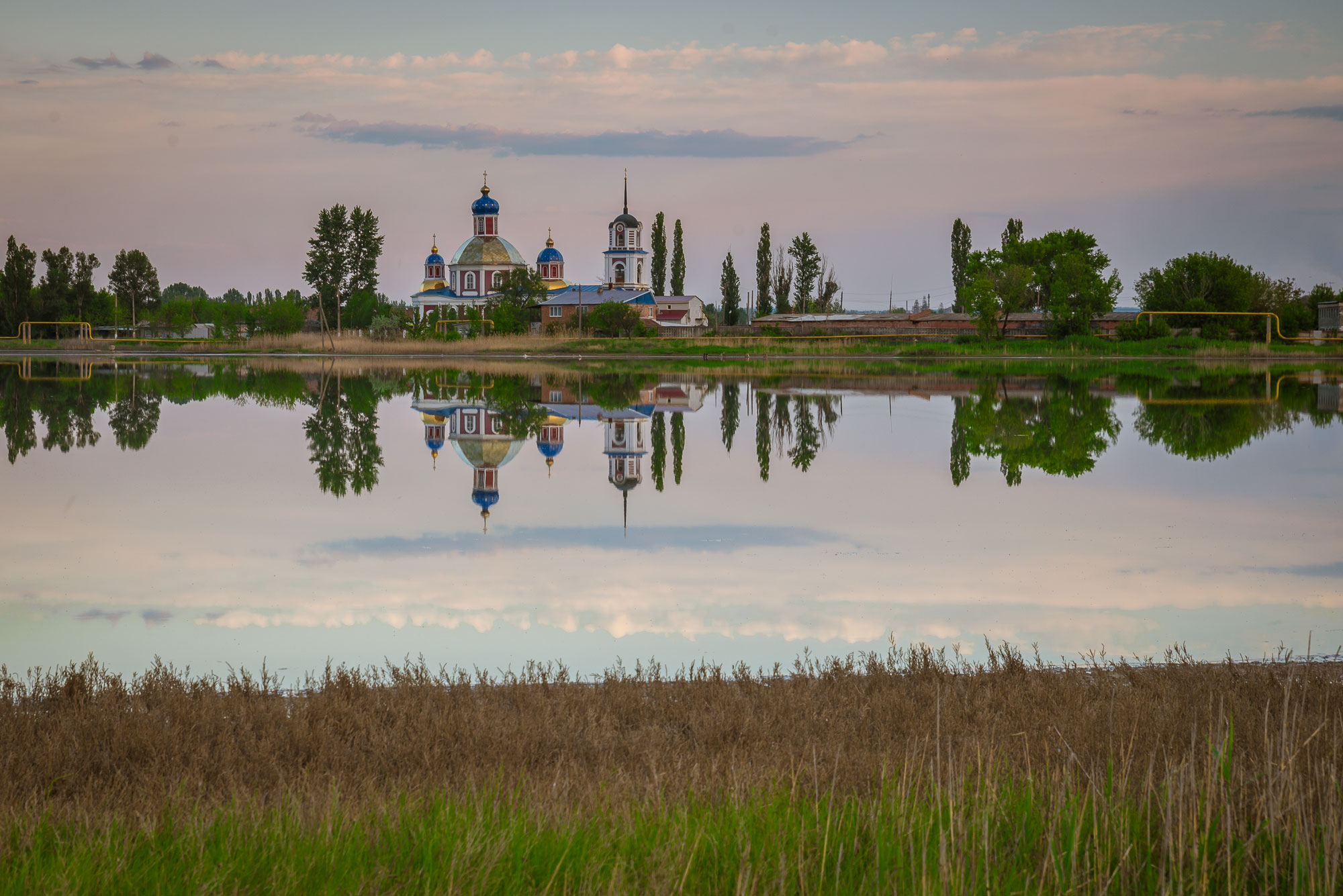
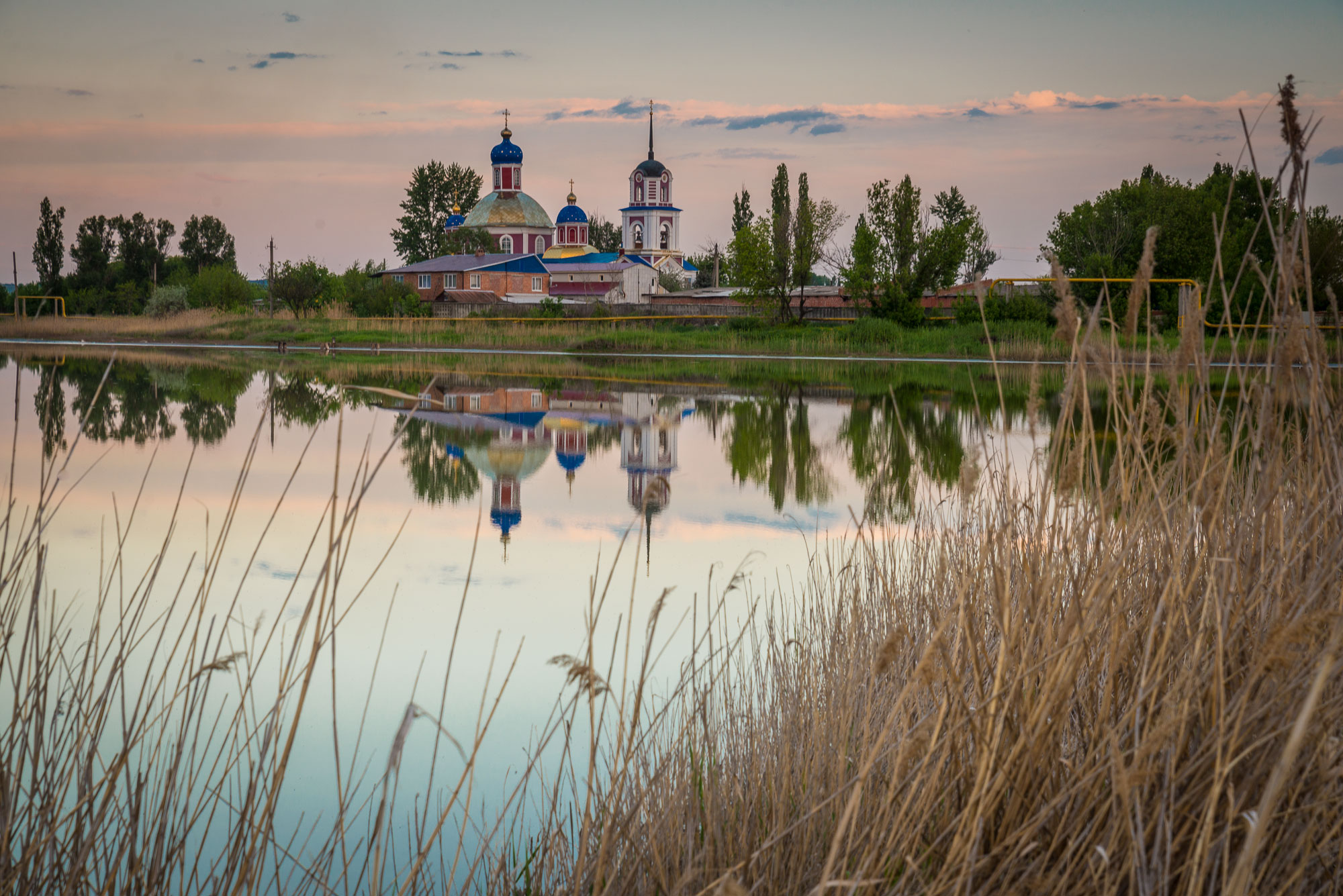
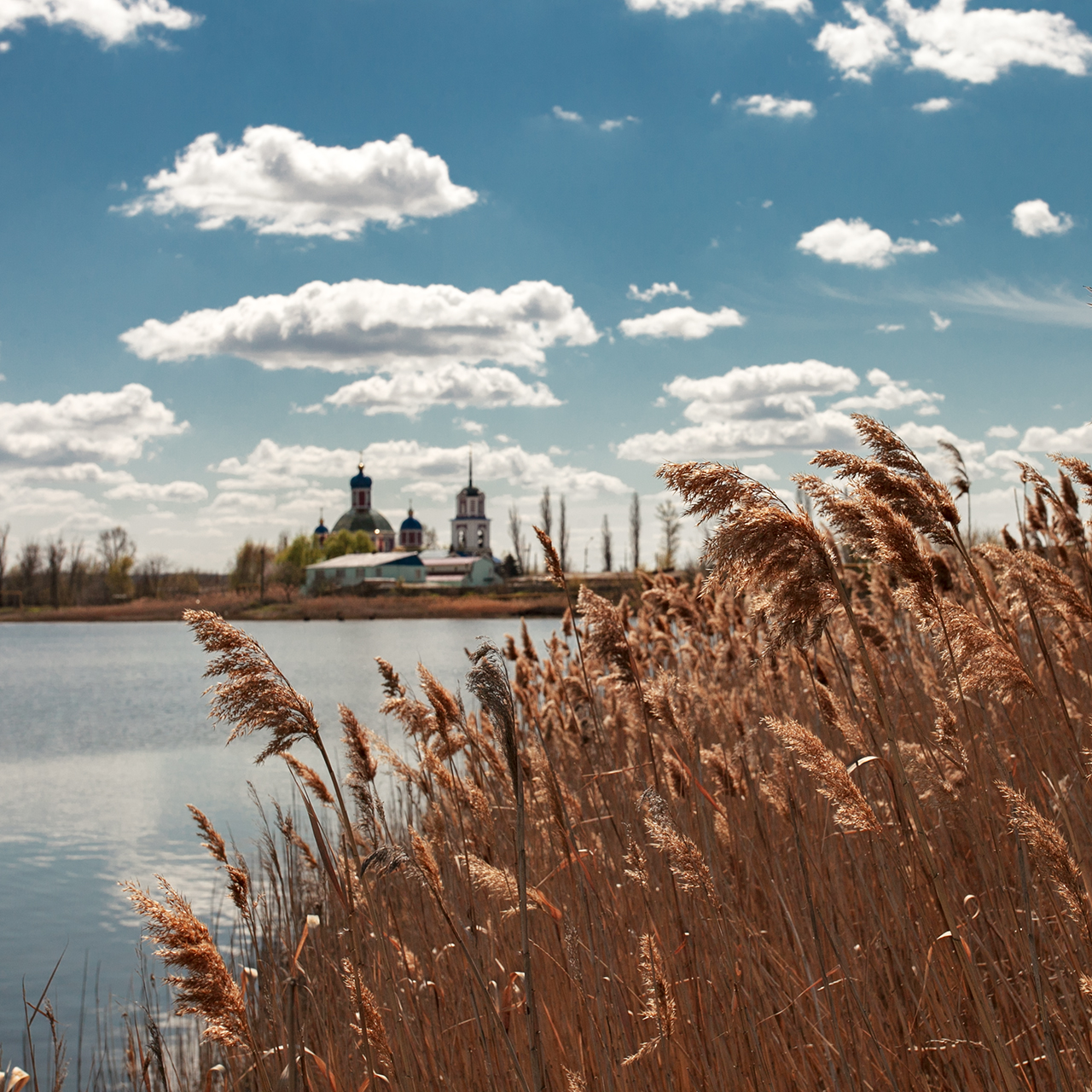
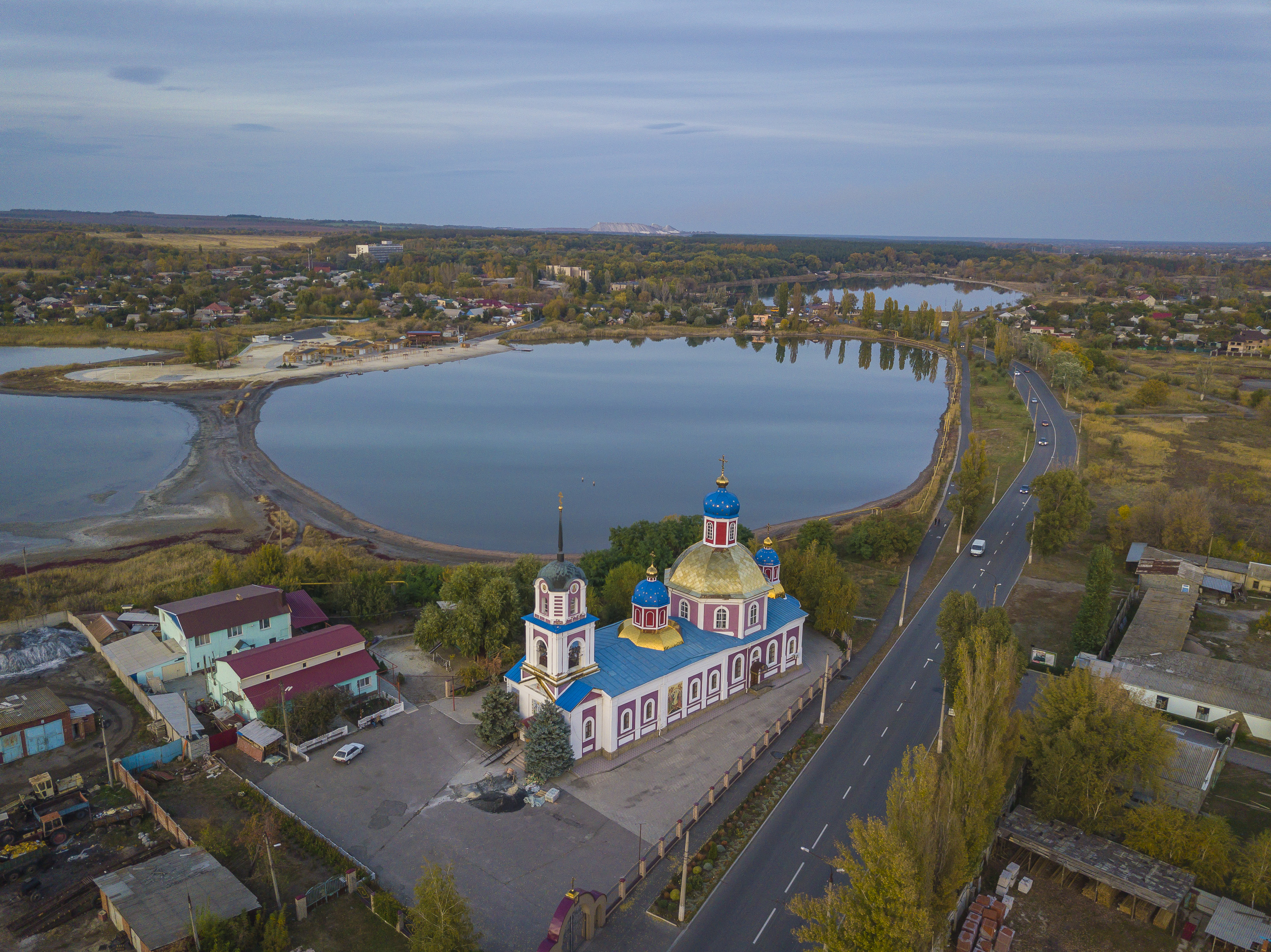
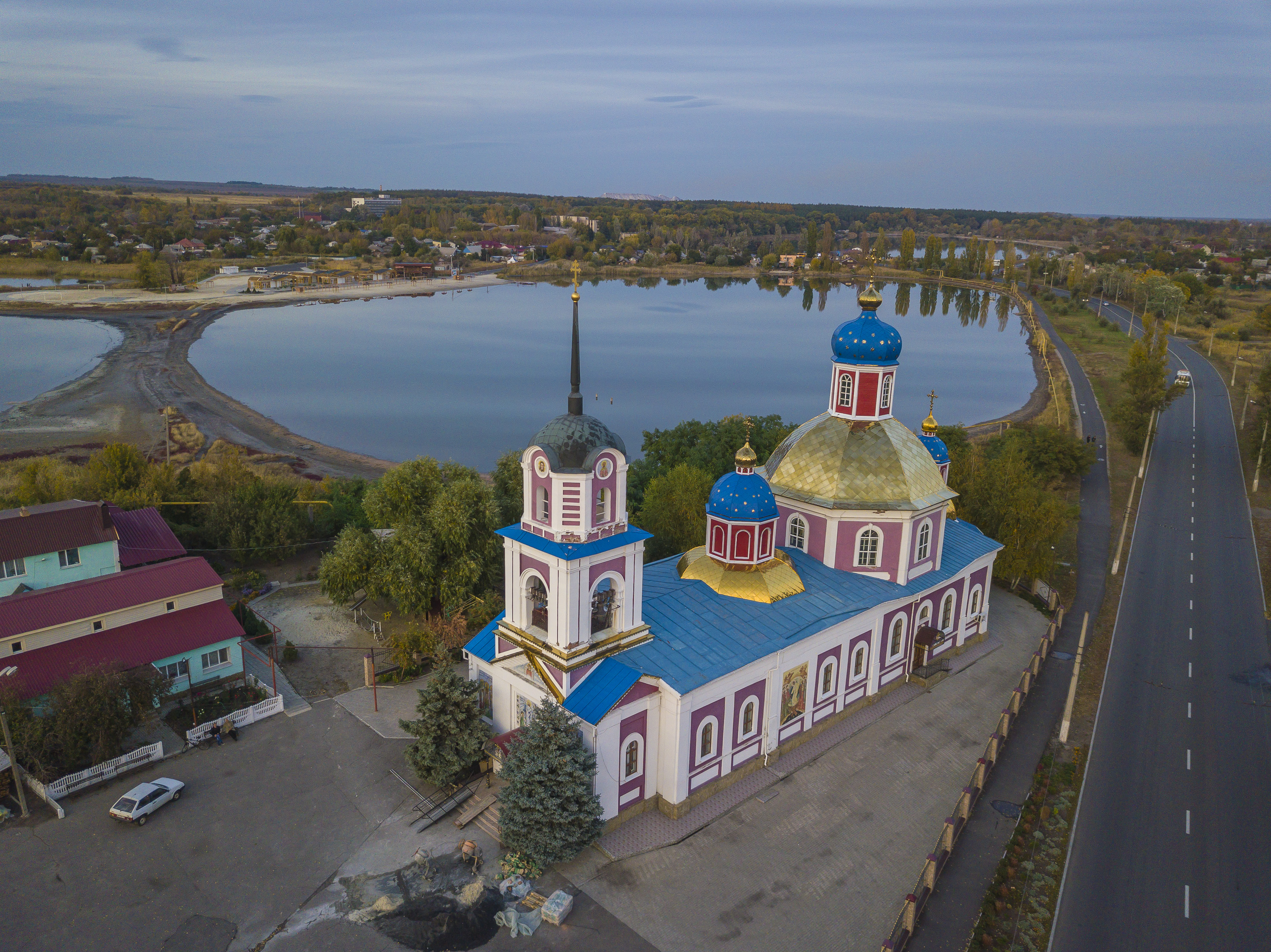

## Див. також

Регіональний ландшафтний парк «Слов'янський курорт». Показано розташування озер. 2010 р.